# Маршалл, Фердинанд
Фердинанд Маршалл (нем. Ferdinand Marschall, 19 февраля 1924 года, Тимишоара, Королевство Румыния - 14 ноября 2006 года, Вальдцелль, Австрия) — известный футбольный арбитр.
Фердинанд Маршалл судил 180 матчей австрийского чемпионата в 1948—1972 гг., международные игры под эгидой ФИФА в 1954—1972 гг.
Маршалл обслуживал один матч чемпионата мира 1970 года, а также игры чемпионата Европы 1972 года. В 1972 году ему доверили судить финальную игру между сборными ФРГ и СССР.
После окончания карьеры арбитра с 1981 по 2006 годы занимал должность председателя арбитражной комиссии Австрийского футбольного союза.